# Olíndic
Olíndic (en llatí Olyndicus) va ser un líder celtiber que, al segle ii aC, va promoure una rebel·lió contra els romans en la Hispània Citerior.
Sota l'aparença d'un profeta (vaticinator), i agitant una llança de plata que deia que l'hi havien enviat els déus, es va guanyar la confiança dels numantins. Amb gran temeritat va decidir atacar tot sol el campament del cònsol romà, i va ser abatut per la javelina d'un sentinella. La seva història ens l'explica Florus, a les Gestes dels romans.
Els estudiosos del tema diuen que la llança de plata que sosté Olíndic recorda la que porta el déu celta Lug, símbol del llamp. El nom del personatge té el radical al-, ol- "poderós", que en celta es troba en paraules com ollam, nom del druida del grau més alt. Les qualitats del profeta el fan un sacerdot. Florus es refereix a Olíndic anomenant-lo "summus vir". La mort del personatge també ens dona a entendre el seu caràcter sagrat, ja que en el seu intent de cop de mà solitari anava a fer amb la seva llança un ritual màgic semblant al que practicaven els druides. Florus diu d'ell que hauria estat un mestre en l'astúcia i l'audàcia si hagués sobreviscut.